# Аврунин, Игорь
Игорь Аврунин (ивр. איגור אברונין‎; 16 июля 1957, Гомель — 7 января 2020, Ашдод, Южный округ) — советский и израильский легкоатлет. Мастер спорта международного класса.
В советское время жил в Литве, участвовал в различных всесоюзных соревнованиях. 25 августа 1983 года в Киеве установил личный рекорд в толкании ядра 20,68 м, 8 мая 1984 года в Вильнюсе — личный рекорд в метании диска 67,14 м.
Репатриировался в Израиль в 1990 году. Он установил израильский рекорд в метании диска 1 июня 1991 года (62,24 м) и в толкании ядра 22 июня 1991 года (19,09 м).
Рекорд Аврунина в метании диска не побит до сих пор. Национальное достижение Игоря Аврунина в толкании ядра было побито только в 2018 году: Итамар Леви показал результат 19 метров и 36 сантиметров, перекрыв прежний рекорд Игоря Аврунина на 27 сантиметров. Игорь Аврунин дважды выигрывал чемпионат Израиля по метанию диска (1991, 1992), четырежды первенствовал на таких турнирах в соревнованиях метателей ядра (1991, 1992, 1995, 1996).
Сын — баскетболист Артур Аврунин. Дочь, Ангелина Аврунина (ивр. אנג'לינה אברונין ‎) — чемпионка Израиля по метанию диска.